# خليفة (اسم)
خليفة هو اسم علم مذكر من أصل عربي، ومعناه هو والذي يخلف من قبله في أمرٍ ما.

## شخصيات تحمل الاسم
- خليفة الغويل (سياسي ليبي، 1963 – )
- خليفة بن حارب (26 أغسطس 1879 – 9 أكتوبر 1960)
- خليفة بن حمد آل ثاني (أمير دولة قطر السادس، 17 سبتمبر 1932[3] – 23 أكتوبر 2016[4][3])
- خليفة بن خياط (مؤرخ عراقي، 777 – 854)
- خليفة بن زايد آل نهيان (رئيس دولة الإمارات العربية المتحدة السابق وحاكم أبو ظبي الراحل، 7 سبتمبر 1948 – 13 مايو 2022)
- خليفة بن سعيد (1852 – 13 فبراير 1890)
- خليفة بن سلمان آل خليفة (رئيس وزراء مملكة البحرين سابقاً، 24 نوفمبر 1935 – 11 نوفمبر 2020)
- خليفة جابي (لاعب كرة قدم سيراليوني، 20 يناير 1993[5] – )
- خليفة حفتر (عسكري ليبي، 7 نوفمبر 1943 – )
- خليفة كوليبالي (لاعب كرة قدم مالي، 21 أغسطس 1991[6] – )
- خليفة بن حمد بن خليفة آل ثاني - وزير داخلية القطري و شقيق امير قطر خليفة_بن_حمد_بن_خليفة_آل_ثاني
- خليفة عبدالله العجيل - وزير التجارة والصناعة الكويتي.

## وصلات خارجية
- موسوعة السلطان قابوس لأسماء العرب نسخة محفوظة 5 أبريل 2019 على موقع واي باك مشين.